# Tellina
Tellina es un género de moluscos bivalvos de concha fina, oval y deprimida del orden Veneroida.Son comunes en las costas de la península ibérica. Se encuentran frecuentemente en los fangos de marismas, zonas salobres y, sobre todo, en zonas de playa. Es especie protegida en el parque nacional del Delta del Ebro. Se trata de un manjar muy apreciado como aperitivo que se acompaña con vinos de la zona y se suele cocinar únicamente con ajo, perejil y aceite. Su diámetro es de unos 5 cm y su captura la realizan los coquineros, mariscadores que durante la bajamar capturan este tipo de molusco. También pueden extraerse en pequeños barcos por el sistema de arrastre.
Es un indicador ecológico, ya que cuando está presente es porque el mar se encuentra limpio.

## Lista de especies
N.B. : esta lista es probablemente incompleta.
- Tellina aequistriata Say, 1824.
- Tellina agilis Stimpson, 1857.
- Tellina alerta Boss, 1964.
- Tellina alternata Say, 1822.
- Tellina americana Dall, 1900.
- Tellina amianta Dall, 1900.
- Tellina angulosa Gmelin, 1791.
- Tellina bodegensis Hinds, 1845.
- Tellina candeana D'Orbigny, 1842.
- Tellina carpenteri Dall, 1900.
- Tellina cerrosiana Dall, 1900.
- Tellina coani Keen, 1971.
- Tellina colorata Dall, 1900.
- Tellina consobrina D'Orbigny, 1842.
- Tellina cristallina Spengler, 1798.
- Tellina cumingii Hanley, 1844.
- Tellina diantha Boss, 1964.
- Tellina donacina.
- Tellina elucens Mighels, 1845.
- Tellina euvitrea Boss, 1964.
- Tellina exerythra Boss, 1964.
- Tellina fabula Gmelin, 1791.
- Tellina fausta Pulteney, 1799.
- Tellina flucigera Dall, 1908.
- Tellina gibber Von Ihering, 1907.
- Tellina gouldii Hanley, 1846.
- Tellina guildingii Hanley, 1844.
- Tellina idae Dall, 1891.
- Tellina inaequistriata Donovan, 1802.
- Tellina iris Say, 1822.
- Tellina juttingae Altena, 1965.
- Tellina laevigata Linnaeus, 1758.
- Tellina lamellata Carpenter, 1855.
- Tellina lineata Turton, 1819.
- Tellina listeri Roding, 1798.
- Tellina lutea W. Wood, 1828.
- Tellina magna Spengler, 1798.
- Tellina martinicensis D'Orbigny, 1842.
- Tellina mera Say, 1834.
- Tellina meropsis Dall, 1900.
- Tellina modesta Carpenter, 1864.
- Tellina nitens C. B. Adams, 1845.
- Tellina nuculoides Reeve, 1854.
- Tellina oahuana.
- Tellina ochracea Carpenter, 1864.
- Tellina pacifica Dall, 1900.
- Tellina paramera Boss, 1964.
- Tellina persica Dall et Simpson, 1901.
- Tellina pristiphora Dall, 1900.
- Tellina probina Boss, 1964.
- Tellina proclivis Hertlein et Strong, 1949.
- Tellina prora Hanley, 1844.
- Tellina punicea Born, 1778.
- Tellina pygmaea.
- Tellina radiata Linnaeus, 1758.
- Tellina reclusa Dall, 1900.
- Tellina recurvata Hertlein et Strong, 1949.
- Tellina rubescens Hanley, 1844.
- Tellina sandix Boss, 1968.
- Tellina similis J. Sowerby, 1806.
- Tellina simulans C. B. Adams, 1852.
- Tellina squamifera Deshayes, 1855.
- Tellina sybaritica Dall, 1881.
- Tellina tabogensis Salisbury, 1934.
- Tellina tampaensis Conrad, 1866.
- Tellina tenella A. E. Verrill, 1874.
- Tellina tenuis da Costa, 1778.
- Tellina texana Dall, 1900.
- Tellina variegata.
- Tellina versicolor DeKay, 1843.
- Tellina vespuciana D'Orbigny, 1842.
- Tellina virgo Hanley, 1844.